# Wartberg, Zellerndorf
Wartberg är en kulle i Österrike.   Den ligger i distriktet Hollabrunn och förbundslandet Niederösterreich, i den nordöstra delen av landet, 60 km nordväst om huvudstaden Wien. Toppen på Wartberg är 282 meter över havet, eller 6 meter över den omgivande terrängen. Bredden vid basen är 0,32 km.
Terrängen runt Wartberg är platt åt sydost, men åt nordväst är den kuperad. Närmaste större samhälle är Retz, 4,8 km norr om Wartberg. 
Trakten runt Wartberg består till största delen av jordbruksmark. Runt Wartberg är det ganska glesbefolkat, med 48 invånare per kvadratkilometer.